# Ga Jungang (Ansan)
Ga Jungang là ga nằm trên Tàu điện ngầm vùng thủ đô Seoul tuyến 4. Tên nhà ga là Viện nghệ thuật Seoul. Nó là nhà ga đông đúc và nằm gần cửa hàng Lotte Mart lớn, Starbucks, và trạm xe buýt nhanh Ansan. Nó nằm giữa Ga Gojan và Ga đại học Hanyang tại Ansan.

## Bố trí ga
| ↑ Đại học Hanyang tại Ansan |
| \| ２                       |
| Gojan ↓                     |

| １ | ● Tuyến 4            | ← Hướng đi Sangnoksu · Geumjeong · Myeong-dong · Danggogae       |
| １ | ● Tuyến Suin–Bundang | ← Hướng đi Suwon · Seohyeon · Seonjeongneung · Cheongnyangni     |
| ２ | ● Tuyến 4            | → Hướng đi Choji · Ansan · Singiloncheon · Oido →                |
| ２ | ● Tuyến Suin–Bundang | → Hướng đi Singiloncheon · Incheon Nonhyeon · Yeonsu · Incheon → |